# Rehab (píseň, Amy Winehouse)
„Rehab“ je píseň britské zpěvačky a textařky Amy Winehouse. Jedná se o první singl z jejího druhého a zároveň posledního studiového alba s názvem Back to Black. Byla nahrána v roce 2006 a jako lead song celého alba byla oficiálně vydána 23. října téhož roku hudebním vydavatelstvím Island Records. Autorkou textu je sama Winehouseová a producentem skladby byl Mark Ronson. V září 2006 byl k písni zveřejněn videoklip, jehož režisérem byl Phil Griffin.
Píseň si získala mezinárodní úspěch a je považována za jeden z nejznámějších hitů této zpěvačky. V roce 2007 za ni získala Ivor Novello Award za nejlepší současnou píseň a na 50. udílení hudebních cen Grammy v roce 2008 píseň zvítězila celkem ve třech kategoriích – Nahrávka roku, Písnička roku a Nejlepší ženský pěvecký popový výkon.

## Pozadí vzniku
Píseň odkazuje na Winehouseino odmítnutí navštívit protialkoholní léčebna poté, co jí to doporučil její manažer. „Zeptala jsem se táty, jestli si myslí, že bych tam měla jít. Řekl: ‚Ne, ale měla bys to aspoň zkusit.‘ Tak jsem šla, jen na 15 minut. Přišla jsem, pozdravila a vysvětlila, že piju, protože jsem zamilovaná a zpackala jsem si vztah. Potom jsem odešla.“ Brzy nato svého manažera změnila.
Proces vzniku písničky Ronson popsal v pondělí 18. července 2011 v jedné z epizod pořadu Radio 1's Stories na BBC Radio 1:
„Právě jsme šli s Amy po ulici. Byly jsme v New Yorku, kde jsme společně asi týden pracovali, a šli jsme do nějakého obchodu. Amy chtěla koupit dárek pro svého přítele a přitom mi říkala o specifickém období v jejím životě, které bylo… Je mi to hloupé takhle mluvit o kamarádce, navíc myslím, že už jsem ten příběh několikrát vypravoval… Do obchodu najednou přišel její otec a snažil se ji domluvit, aby se chovala rozumně. Když odešel, řekla mi: ‚Přesvědčoval mě, abych šla na léčení, ale já řekla… pfff… ne, ne, ne.‘ A mně hned začalo zvonit v hlavě. Místo toho, abych se jí zeptal, jaké to pro ni tehdy bylo, vyhrkl jsem: ‚Musíme se vrátit do studia.‘“
Mitch Winehouse, Amyin otec, Ronsonův příběh o původu písně potvrdil ve své biografii Amy, má dcera. Napsal, že Ronson a Winehouseová se navzájem hudebně inspirovali, přičemž dodal, že onu větu si již Amy do svého poznámkového bloku zapsala před lety a měla v plánu o tom jednou napsat píseň. Potom, co Ronson větu slyšel během jejich konverzace v New Yorku, rozhodl se ji zhudebnit. Kniha to popisuje jako moment, kdy píseň „přišla k životu“.

## Seznam skladeb
Seznam skladeb v jednotlivých formátech, ve kterých byl singl vydán:
| CD singl (CD 1) pro Spojené království | CD singl (CD 1) pro Spojené království | CD singl (CD 1) pro Spojené království |
| Pořadí                                 | Název                                  | Délka                                  |
| -------------------------------------- | -------------------------------------- | -------------------------------------- |
| 1.                                     | Rehab (albová verze)                   | 3:36                                   |
| 2.                                     | Do Me Good                             | 4:20                                   |

| CD maxi singl (CD 2) pro Spojené království | CD maxi singl (CD 2) pro Spojené království | CD maxi singl (CD 2) pro Spojené království |
| Pořadí                                      | Název                                       | Délka                                       |
| ------------------------------------------- | ------------------------------------------- | ------------------------------------------- |
| 1.                                          | Rehab (albová verze)                        | 3:36                                        |
| 2.                                          | Close to the Front                          | 4:35                                        |
| 3.                                          | Rehab (Ded Remix)                           | 5:00                                        |

| Digitální pro Spojené království | Digitální pro Spojené království | Digitální pro Spojené království |
| Pořadí                           | Název                            | Délka                            |
| -------------------------------- | -------------------------------- | -------------------------------- |
| 1.                               | Rehab (Hot Chip Remix)           | 6:58                             |
| 2.                               | Rehab (Pharoahe Monch Remix)     | 3:36                             |
| 3.                               | Rehab (Vodafone Live)            | 3:40                             |

| Digitální pro USA | Digitální pro USA            | Digitální pro USA |
| Pořadí            | Název                        | Délka             |
| ----------------- | ---------------------------- | ----------------- |
| 1.                | Rehab (Jay-Z Remix)          | 3:52              |
| 2.                | Rehab (Pharoahe Monch Remix) | 3:36              |

| Digitální – Remixes & B-Sides EP | Digitální – Remixes & B-Sides EP | Digitální – Remixes & B-Sides EP |
| Pořadí                           | Název                            | Délka                            |
| -------------------------------- | -------------------------------- | -------------------------------- |
| 1.                               | Rehab (demo verze)               | 3:38                             |
| 2.                               | Rehab (Vodafone Live at TBA)     | 3:41                             |
| 3.                               | Rehab (Hot Chip Remix)           | 6:58                             |
| 4.                               | Rehab (Pharoahe Monch Remix)     | 3:36                             |
| 5.                               | Rehab (Jay-Z Remix)              | 3:52                             |

## Úspěch a kritika
Píseň si u hudebních kritiků získala velmi pozitivní ohlasy. Americký časopis Rolling Stone ji zařadil na 7. místo v seznamu 100 nejlepších písní roku 2007 a v aktualizovaném seznamu z roku 2011 jí přidělil 194. místo na seznamu 500 nejlepších písní všech dob. John Dingwall pro britský Daily Mirror napsal, že „Rehab“ kombinuje podmanivou melodii s chytrým textem. Magazín Billboard zpěv Amy Winehouse přirovnal k „setkání Shirley Bassey a Elly Fitzgerald“ a píseň zhodnotil jako „lepší bzukot než double-gin martini“. Americký týdeník Time píseň ohodnotil jako vůbec nejlepší za celý rok 2007: „Je nemožné být nesveden její originalitou. Zkombinujte to s produkcí Marka Ronsona, který za sebou má téměř čtyři desetiletí kvalitní soulové hudby bez jediné poskvrnky, a vyjde vám nejlepší píseň roku 2007.“
V květnu 2007 píseň vyhrála Ivor Novello Award v kategorii Nejlepší současná píseň a v červenci téhož roku Popjustice £20 Music Prize, kterou jsou oceňovány nejlepší britské popové singly za celý uplynulý rok. Na 50. udílení hudebních cen Grammy v roce 2008 píseň zvítězila celkem ve třech kategoriích – Nahrávka roku, Písnička roku a Nejlepší ženský pěvecký popový výkon.
| Hitparáda (2006–2011)                                       | Vrchol |
| ----------------------------------------------------------- | ------ |
| Austrálie (ARIA Charts)                                     | 27.    |
| Belgie (Ultratop pro Vlámsko)                               | 10.    |
| Belgie (Ultratop pro Valonsko)                              | 24.    |
| Česko (Rádio Top 100 Oficiální)                             | 49.    |
| Dánsko (Hitlisten)                                          | 6.     |
| Evropská unie (European Hot 100 Singles)                    | 9.     |
| Francie (Syndicat National de l'Édition Phonographique)     | 11.    |
| Irsko (Irish Recorded Music Association)                    | 21.    |
| Izrael (Media Forest)                                       | 2.     |
| Maďarsko (Magyar Hanglemezkiadók Szövetsége)                | 1.     |
| Německo (Media Control Charts)                              | 23.    |
| Nizozemsko (Dutch Top 40)                                   | 6.     |
| Norsko (VG-lista)                                           | 1.     |
| Nový Zéland (Recording Industry Association of New Zealand) | 12.    |
| Rakousko (Ö3 Austria Top 40)                                | 19.    |
| Slovensko (Rádio Top 100 Oficiálna)                         | 77.    |
| Spojené království (UK Singles Chart)                       | 7.     |
| Švédsko (Sverigetopplistan)                                 | 51.    |
| Švýcarsko (Schweizer Hitparade)                             | 11.    |
| USA (Billboard Hot 100)                                     | 9.     |

| Země                       | Certifikace        | Prodejnost |
| -------------------------- | ------------------ | ---------- |
| Belgie (BEA)               | Zlatá deska        | 15 000+    |
| Dánsko (IFPI Dánsko)       | Platinová deska    | 15 000+    |
| Itálie (FIMI)              | Platinová deska    | 20 000+    |
| Nový Zéland (RIANZ)        | Zlatá deska        | 15 000+    |
| Spojené království (BPI)   | Zlatá deska        | 350 000+   |
| Španělsko (PROMUSICAE)     | 3× Platinová deska | 120 000+   |
| Švýcarsko (IFPI Švýcarsko) | Platinová deska    | 30 000+    |
| USA (RIAA)                 | Platinová deska    | 2 000 000+ |